# Îles Extérieures
Les îles Extérieures, en créole seychellois Zil Elwannyen Sesel ou Zil Eloigne Sessel, forment un archipel des Seychelles composé des îles qui, par opposition aux îles Intérieures, ne se trouvent pas sur le plateau des Seychelles comme celle de Mahé et des îles proches. À cet archipel sont parfois rattachées les îles Glorieuses appartenant à la France et les îles Agaléga appartenant à Maurice.

## Géographie
Les îles Extérieures se trouvent en Afrique, dans l'ouest de l'océan Indien, entre les côtes tanzaniennes à l'ouest, les îles principales des Seychelles groupées autour de l'île de Mahé et dites « îles Intérieures » au nord-est, les îles mauriciennes d'Agaléga à l'est, Madagascar au sud, l'archipel français des îles Glorieuses et l'archipel des Comores partagé entre l'union des Comores (Anjouan, Mohéli et Grande Comore) et la France (Mayotte) au sud-ouest. Elles sont distantes de 250 à 1 150 kilomètres de l'île principale de Mahé.

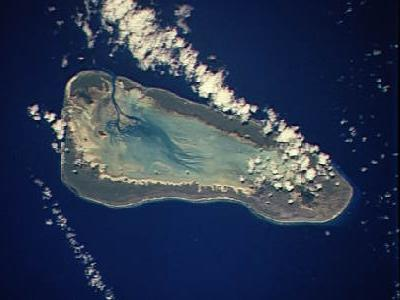
Image satellite d'Aldabra.

Les îles Extérieures se répartissent en cinq groupes :
- le groupe corallien méridional comprenant Coëtivy et l'île Platte ;
- les îles Amirante comprenant entre autres l'atoll Saint-Joseph, l'île Desroches et les îles Poivre ;
- le groupe Alphonse comprenant l'atoll Alphonse et l'atoll Saint-François ;
- le groupe d'Aldabra comprenant Aldabra, l'île de l'Assomption, Cosmoledo et l'île Astove ;
- le groupe Farquhar comprenant l'atoll Farquhar, l'atoll Providence et l'île Saint-Pierre.

La particularité de ces îles, par opposition aux autres îles seychelloises appelées îles Intérieures, est qu'elles ne sont pas situées sur le plateau des Seychelles mais reposent directement sur les fonds abyssaux de l'océan Indien. L'île de Mahé et les autres îles proches sont d'origine granitiques et constituent un fragment du continent africain tandis que les îles Extérieures se sont formées par construction d'une barrière corallienne autour de volcans aujourd'hui disparus et formant de nos jours des atolls.
Formant des atolls, les différentes îles présentent peu de relief et sont généralement plus sèches que les îles Intérieures à cause de leur sols sablonneux calcaires plutôt infertiles qui retiennent peu les précipitations.

## Histoire

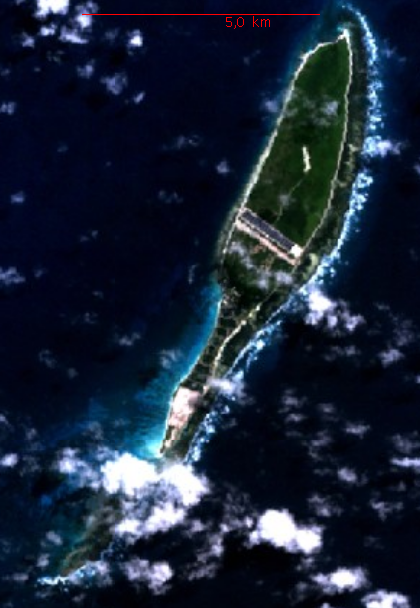
Image satellite de Coëtivy.

Possession Française en 1735 puis du Royaume-Uni depuis 1811, comme l'ensemble de l'archipel des Seychelles, certaines des îles Extérieures sont regroupées avec l'archipel des Chagos dans le territoire britannique de l'océan Indien au moment de l'indépendance de Maurice en 1965. Lorsque les Seychelles accèdent elles aussi à l'indépendance le 28 juin 1976, elles récupèrent ces îles, réduisant alors le territoire britannique de l'océan Indien au seul archipel des Chagos.

## Administration
Les îles Extérieures ne font partie d'aucun district administratif ou électoral des Seychelles.

## Démographie
Bien que composant 46 % du territoire des Seychelles avec 211,3 km2 de superficie, les îles Extérieures ne sont que faiblement peuplées avec 1 115 habitants en 2009, soit moins de 2 % de la population du pays, répartis sur onze îles et notamment sur Coëtivy qui abrite le plus grand village. Cette faible densité s'explique notamment par la relative rareté de l'eau douce, du fait que la géologie du sol calcaire des îles retient peu les précipitations.

### Référence
- (en) Cet article est partiellement ou en totalité issu de l’article de Wikipédia en anglais intitulé « Outer Islands (Seychelles) » (voir la liste des auteurs).